# Estret de Balabac
L'estret de Balabac és un canal marí que connecta la mar de la Xina Meridional, a l'oest, amb la mar de Sulu a l'est. Al nord s'hi troba l'illa filipina de Balabac, de la província de Palawan, i al sud les illes de Banggi i de Balambangan de l'estat de Sabah (Malàisia), al nord de Borneo.
El punt més estret té una amplada de 49 km.
A l'est de l'estret hi ha les illes de Mangsee del Nord i Mangsee del Sud i l'escull de Mangsee (Great Reef).
Al maig de 1941 el submarí nord-americà SS-183 Seal va enfonsar a l'estret de Balabac el vaixell de transport Tatsufuku Maru (1946 t).